# Jason X
Jason X, distribuito anche con il titolo JX - Morte violenta, è un film del 2001 diretto da James Isaac.
La pellicola è l'11° e ultimo film del franchise di Venerdì 13, che ha protagonista il serial killer Jason Voorhees, interpretato sempre dall'attore Kane Hodder.
Il film fu principalmente creato, assieme a Nightmare - Nuovo incubo, affinché l'interesse di Jason e Freddy rimanesse intatto, durante la produzione del loro crossover, confermato nel precedente titolo di Venerdì 13, Jason va all'inferno.
Il regista ha ambientato questo ennesimo capitolo nel futuro, più precisamente nel XXV secolo, quando la Terra non sarà più abitabile, e l'uomo si sarà trasferito nello spazio, sul pianeta satellite chiamato Terra 2.

## Trama
2008. Dopo essere resuscitato grazie al malvagio demone dei sogni Freddy Krueger, Jason Voorhees è tornato ad uccidere. Due anni dopo viene catturato da un'organizzazione che vuole, ad ogni costo, uccidere il famigerato e indistruttibile serial killer. Constatato però che non è possibile ucciderlo grazie alla sua natura di zombie, e che possiede facoltà rigenerative grazie alla sua natura di demone, lo tengono sotto osservazione per studiarne il segreto della sua apparente immortalità. Durante questi esperimenti, tuttavia, lo spietato assassino scappa e uccide quattro guardie di sicurezza, il dottor Wimmer e il sergente Marcus per poi essere congelato insieme a Rowan, l'artefice della sua ibernazione e unica superstite del massacro.
Dopo 445 anni, nel 2455, i corpi di Rowan e di Jason vengono ritrovati da una squadra di ricerca composta da degli studenti e un loro avido professore, giunti per una ricerca, ed entrambi vengono portati a bordo della loro astronave, il Grendel. Una volta a bordo, la giovane e bellissima donna viene guarita e rianimata grazie ai naniti, minuscole macchine che operano la riparazione dei tessuti a livello cellulare. Lei è convinta che Jason sia ancora vivo, ma inizialmente nessuno le crede, tranne il cinico e avido professore che però vuole rivenderlo ai militari. Nel frattempo Jason si riprende e uccide Adrienne, la donna che lo stava analizzando nel laboratorio di bordo, e poi infilza il soldato Stoney. Rowan e gli altri si accorgono dell'assenza del corpo e i soldati dell'astronave vengono allertati; in seguito Jason uccide prima il soldato Azrael, spaccandogli la spina dorsale, e poi il soldato Dallas, sbattendogli la faccia contro la parete dell'astronave, poi uccide i cinque soldati che dovevano neutralizzarlo.
Poco dopo Jason uccide anche i piloti e distrugge il Grendel, e ammazza la comunità spaziale di quasi 20.000 persone facendola esplodere. Un paio di scienziati, nel frattempo, cercano di scappare a bordo dello shuttle di emergenza ma vengono raggiunti e uccisi brutalmente da Jason. Il resto dell'equipaggio, infine, riesce a fermare Jason, grazie all'aiuto dell'androide femmina Kay-Em 14, dotata di armi da fuoco, che riesce a smembrare Jason facendolo a pezzi. Tuttavia, per puro caso, il corpo distrutto cade su un lettino di rigenerazione e nessuno se ne accorge. Intanto gli altri inviano un segnale di soccorso e una nave, che lo ha ricevuto, li raggiunge: mentre stanno per salire si accorgono che la porta stagna è rotta, così Elijah indossa la tuta spaziale e va all'esterno per aggiustarla, ma in quel momento riappare Jason, che nel frattempo è stato rigenerato dai naniti attivati automaticamente dal lettino di rigenerazione, che in parte lo hanno ricostruito come un potente cyborg. 
Intanto Kinsa, nel tentativo di guidare una navicella di scorso si schianta contro l'astronave morendo nell'esplosione. I pochi superstiti si accorgono che Jason è ancora vivo, e il soldato Waylander tenta di rischiare la vita per farsi esplodere insieme a Jason, ma quest'ultimo riesce a sopravvivere e a danneggiare una parte dell'astronave facendo morire la soldatessa Vanessa. Durante l'attracco la soldatessa e gli altri riescono a trattenerlo, ingannandolo con un ologramma che simula Crystal Lake e due campeggiatrici ubriache, ma alla fine Jason li raggiunge. La porta si apre e i superstiti fuggono sull'altra astronave e fortunatamente per loro, Jason resta bloccato sul Grendel. L'astronave esplode ma, ciononostante, Jason si dirige verso quella di salvataggio, venendo però intercettato nello spazio da Elijah, che sacrifica la sua vita per schiantarsi sulla Terra 2, il nuovo pianeta dove vivono ora gli umani. I due si schiantano in un lago e si vede la maschera modificata di Jason che finisce sul fondo del lago, facendo capire che forse Jason è morto per sempre.

## Distribuzione
Il film è uscito in anteprima in Spagna il 9 novembre 2001, mentre negli Stati Uniti il 26 aprile 2002; l'ultima uscita, infine, fu in Italia che è avvenuta il 25 giugno 2004.

## Accoglienza

### Incassi
Il film ha incassato 16,9 milioni di dollari con un budget di 14 milioni di dollari.

### Critica
Il film fu accolto da recensioni negative alla sua uscita. Su Rotten Tomatoes ha un indice di gradimento del 19% basato su 108 recensioni e un voto medio di 3,80 su 10 da parte della critica.